# Rudník (Trutnovi járás)
Rudník település Csehországban, Trutnovi járásban. Rudník Vlčice, Černý Důl, Čermná, Hostinné, Janské Lázně, Mladé Buky és Prosečné településekkel határos. Lakosainak száma 2010 fő (2024. január 1.).

## Népesség
A település lakosságának változását az alábbi diagram mutatja:
| Lakosok száma | 4418 | 4488 | 3820 | 2904 | 2438 | 2187 | 2163 | 2176 | 2008 | 2010 |
|               | 1869 | 1890 | 1921 | 1950 | 1980 | 2001 | 2017 | 2019 | 2022 | 2024 |